# Priepasné
Priepasné (hongrois : Hosszúhegy) est un village de Slovaquie situé dans la région de Trenčín.

## Histoire
La première mention écrite du village date de 1957.

## Démographie

### Évolution de la population
| Année:               | 1994. | 2004.    | 2014.   | 2024.   |
| -------------------- | ----- | -------- | ------- | ------- |
| Nombre de personnes: | 426   | 345      | 373     | 350     |
| Différence:          |       | -19,01 % | +8,11 % | -6,16 % |

| Année:               | 2023. | 2024.   |
| -------------------- | ----- | ------- |
| Nombre de personnes: | 354   | 350     |
| Différence:          |       | -1,12 % |